# Неокласицизъм
Неокласицизъм е име, давано на различни течения в декоративното изкуство, визуалните изкуства, литература, театър, музика и архитектура от средата на 18 век до края на 19 век. При неокласицизма се извличат тенденции от Западното класическо изкуство и култура, обикновено от Древна Гърция и Древен Рим.
Неокласицизмът се отличава от своя предшественик Барока с някои специфични особености. Художниците се вдъхновяват от идеите на Просвещението и определящи за тях са разумът, общественото начало и рационализмът на новото време. Те черпят сюжети от гръцката и римската история като примери за граждански добродетели и за стремежа на изкуството да облагородява човешкия дух. В картината на един от най-видните представители на неокласицизма Жак-Луи Давид – „Клетва на Хорациите“, създадена пет години преди Френската революция, изразът е ясен, отчетлив, фигурите са скулптурно моделирани, телата – детайлизирани. Друг негов шедьовър е „Смъртта на Марат“. На 13 юли 1793 г. вестта за убийството на Марат, водач на френската революция, разтърсва цял Париж.

## Неокласицизъм през 21 век
След затишие в периода на съвременните архитектурни влияния (приблизително след Втората световна война до средата на 1980-те год.) неокласицизмът се възражда в някаква степен. В САЩ някои обществени сгради са построени в неокласически стил. Пример за това е Симфоничният център Шермерхорн (Schermerhorn Symphony Center) в Нашвил.
Във Великобритания редица архитекти работят в неокласическия стил. Примери за това са две университетски библиотеки: Библиотека Мейтланд Робинсън (Maitland Robinson Library) към Колежа Даунинг в Кембридж – на Куинлан Тери и Библиотека Саклер (Sackler Library) в Оксфорд – на Робърт Адам. По-голямата част от новите неокласически сгради във Великобритания са частни къщи.
Към 2000 г. неокласическата архитектура обикновено се класифицира като събирателно понятие на „традиционната архитектура“. Освен това някои образци на постмодерната архитектура черпят вдъхновение от и включват изрични препратки към неокласицизма, като напр. Народният театър на Каталония в Барселона.